# Alessio-Bianchi
Alessio-Bianchi (auch Ballan, Ballan-Alessio und Alessio) war eine italienische Radsportmannschaft, die von 1998 bis 2004 existierte.
Zunächst entstand 1998 das Team Ballan, das vom italienischen Garagentorhersteller Ballan gesponsert wurde. 1999 wurde der italienische Felgenhersteller Alessio Co-Sponsor und übernahm 2000 das Hauptsponsoring. Nach dem Rückzug von Alessio 2004 ging ein Teil des Teams in der wieder neuaufgelegten Liquigas-Mannschaft auf.
Geleitet wurde das Team unter anderem von Dario Mariuzzo und Bruno Cenghialta. Die größten Erfolge für das Team waren Etappensiege beim Giro d’Italia und der Gewinn von Paris–Roubaix.

## Bekannte Fahrer
| - Magnus Bäckstedt (2004) - Fabio Baldato (1999, 2003–2004) - Stefano Casagrande (2000–2003) - Pietro Caucchioli (2001–2004) - Laurent Dufaux (2002–2003) - Ivan Gotti (2001–2002) | - Nicola Loda (1998–1999) - Franco Pellizotti (2001–2004) - Gilberto Simoni (1999) - Massimo Strazzer (2000) - Andrea Tafi (2004) - Matteo Tosatto (1998–1999) |

## Größte Erfolge

### Klassiker
- Paris–Roubaix
  - 2004 (Bäckstedt)

### Rundfahrten
- Giro d’Italia
  - 2001: 8. & 17. Etappe (Caucchioli)
- Tour de Suisse
  - 1999: 4. Etappe (Simoni)
- Tour de Romandie
  - 2003: 3. Etappe (Dufaux)
- Tirreno–Adriatico
  - 1998: 4. Etappe (Gabriele Colombo)
  - 2001: 2. & 8. Etappe (Endrio Leoni)
  - 2002: 6. Etappe (Pellizotti)
  - 2003: 5. Etappe (Ruggero Marzoli)